# Rafael Viñoly
Rafael Viñoly Beceiro (Montevideo, 1 de junio de 1944-Nueva York, 2 de marzo de 2023)fue un arquitecto uruguayo.

## Biografía

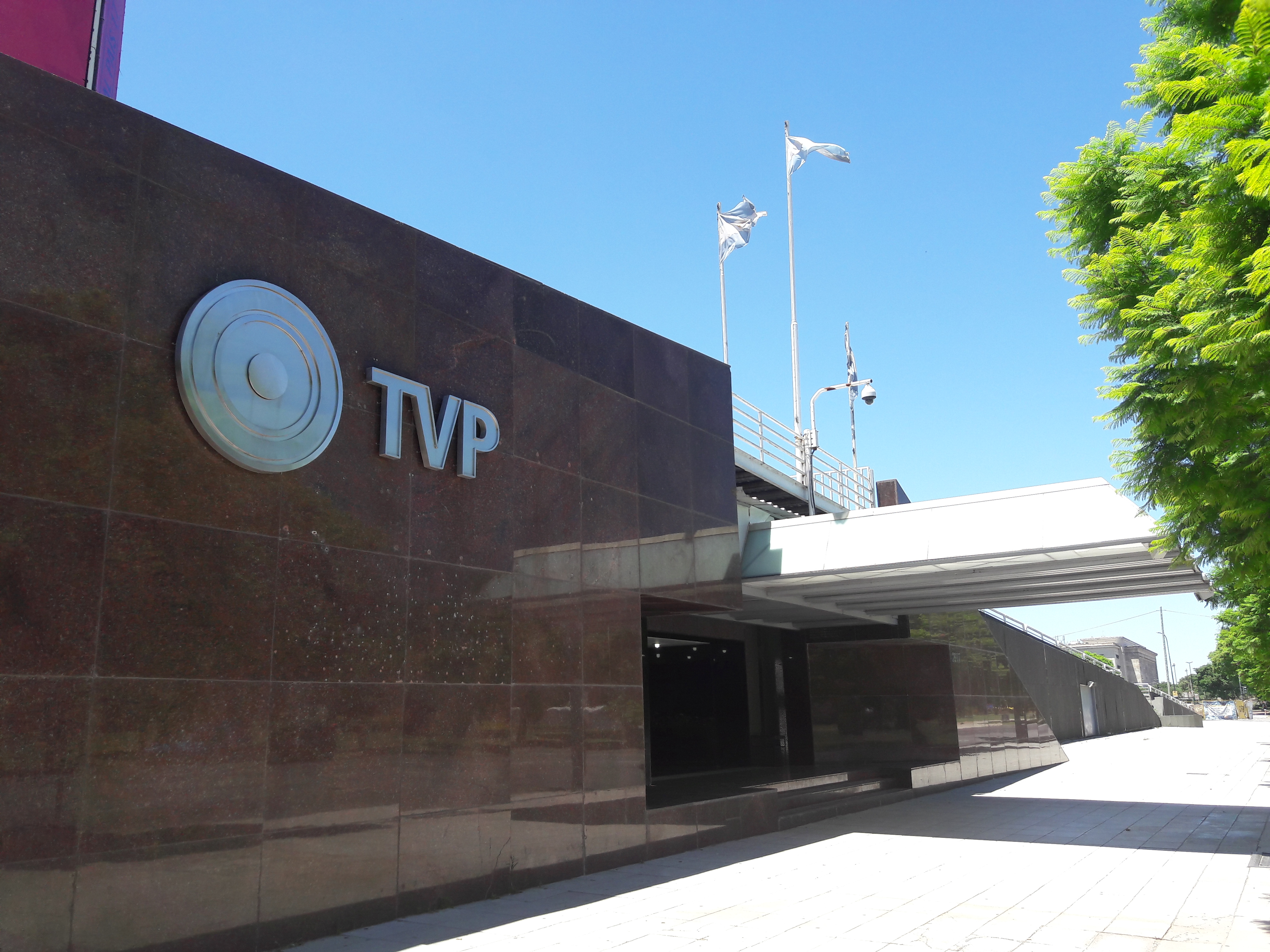
Edificio de Canal 7 en Buenos Aires diseñado por Justo Solsona y Rafael Viñoly.

Nacido en 1944 en Montevideo, Uruguay, hijo de la profesora de matemáticas María Beceiro y del director teatral Román Viñoly Barreto. Se crio en Argentina y estudió arquitectura en la Facultad de Arquitectura y Urbanismo de la Universidad de Buenos Aires, de la que se graduó en 1969.

### Emigración
En 1978 junto a su familia emigró a los Estados Unidos. Durante un breve tiempo dictó charlas en la Escuela de Graduados de Diseño de Harvard y se estableció de manera permanente en Nueva York en 1979.
Funda Rafael Viñoly Architects PC en 1983. Su primer gran proyecto fue la Facultad de Justicia Penal John Jay (John Jay College of Criminal Justice), finalizado en 1988. En 1989 ganó un concurso internacional de diseño para el Foro Internacional de Tokio; completado en 1996, muchos lo consideran el más importante centro cultural de Japón.
También fue uno de los finalistas en el concurso para la reconstrucción del World Trade Center.
Durante su larga carrera, diseñó edificios en todo el mundo. Con oficinas en Londres, Los Ángeles, Abu Dhabi, Dubái y Bahrain.
Fue miembro del Instituto Estadounidense de Arquitectos, miembro internacional del Real Instituto de Arquitectos Británicos, miembro del Japan Institute of Architects y de la Sociedad Central de Arquitectos de la Argentina.

## Honores y distinciones
- 1992, Premio Konex, Diploma al Mérito: Arquitectura período 1987-1991.
- 1994, National Academician, The National Academy.
- 1995, Medalla de Honor, Instituto Estadounidense de Arquitectos, New York City Chapter.
- 1997, Doctorado honorario, Universidad de Maryland.
- 2004, Finalista Premio Nacional de Diseño, Museo Nacional de Diseño Cooper Hewitt.
- 2006, International Fellow, The Royal Institute of British Architects.
- 2007, Design Honor, Salvadori Center.
- 2016, Gold Medal Architect, XXV Pan American Congress Of Architects, Asunción, Paraguay.[4]

## Críticas

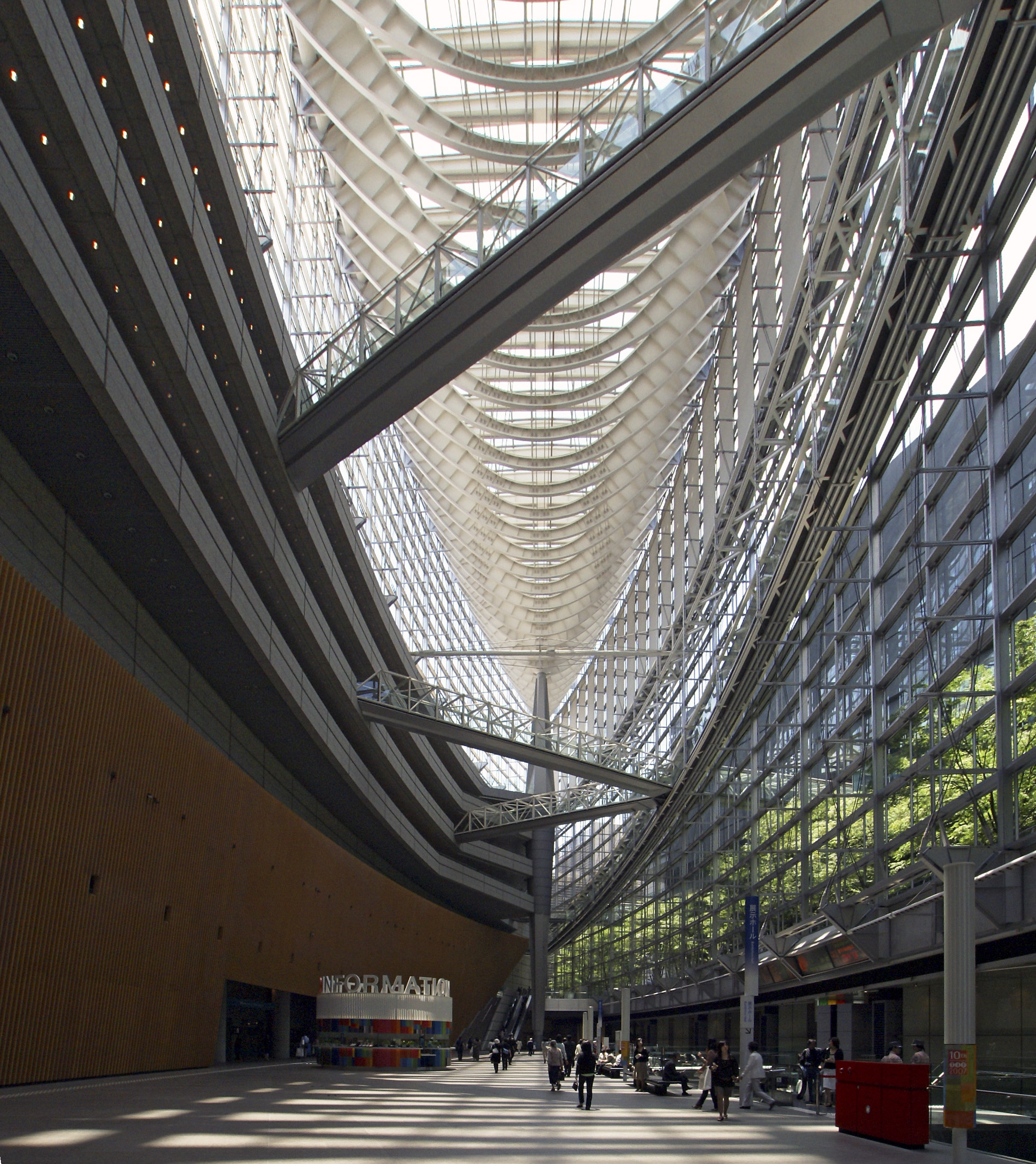
Foro Internacional de Tokio

Sus diseños cóncavos hacen que los vidrios de las ventanas de sus edificios actúen como lupas inmensas que aumentan en más de 20 grados la temperatura del lugar hacia donde apuntan. Sus diseños han perjudicado a varios locales y establecimientos e incluso han atentado contra la vida humana. En 2010 un hombre sufrió graves quemaduras en el cuerpo mientras tomaba sol en la piscina del hotel Vdara en Las Vegas. En 2013 frieron huevos en una calle londinense con los reflejos de uno de sus edificios, llamado Torre Fenchurch 20 y apodado "Walkie Talkie", que además derritió parcialmente un automóvil marca Jaguar. Los rayos solares que reflejan amplificados sus edificios son denominados popularmente "Rayos de la muerte" en referencia a la Estrella de la muerte en la saga de Star Wars.

## Obras

### Realizadas

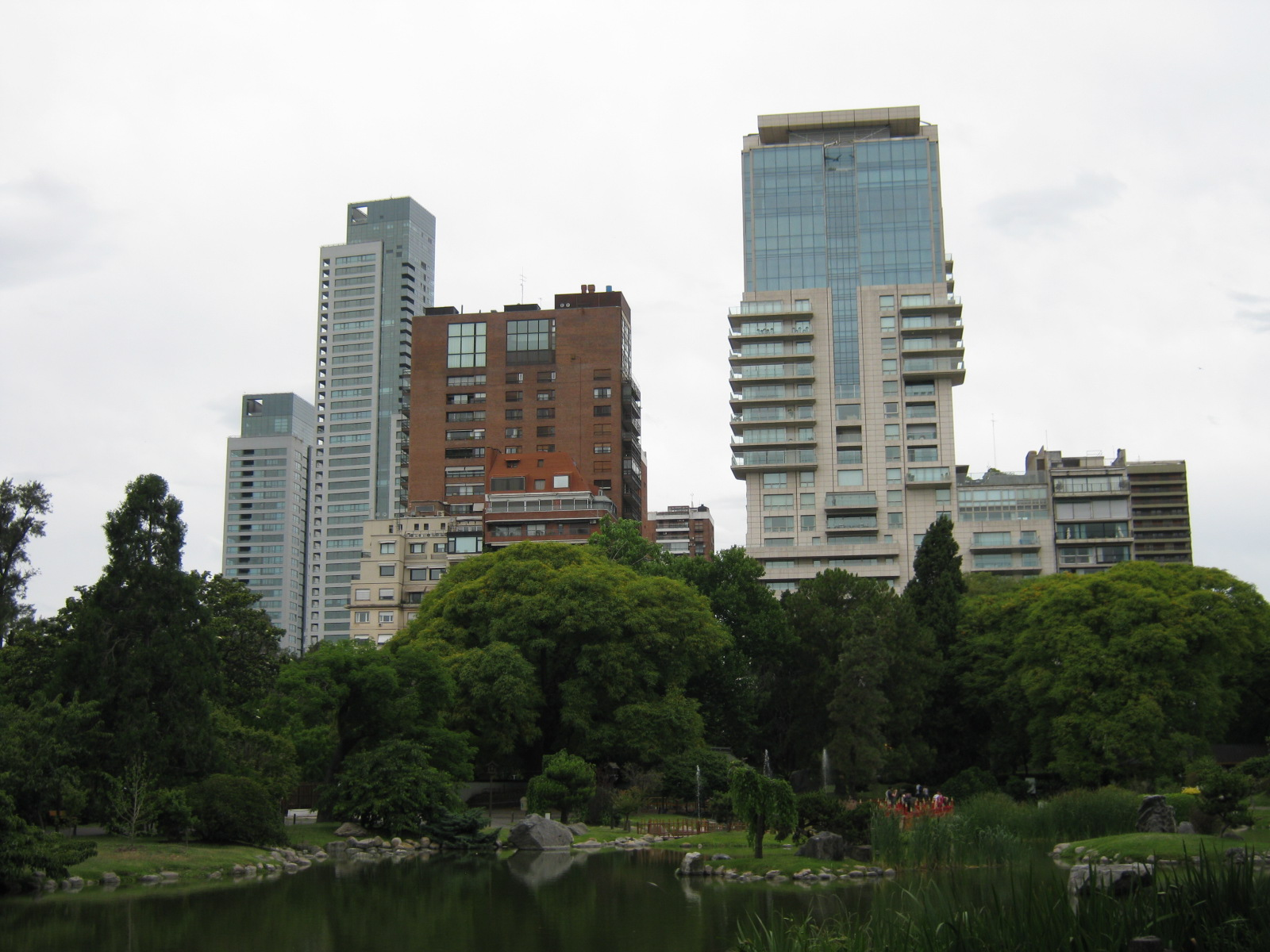
A la derecha, la torre de departamentos en Av. Casares y Gelly, en Buenos Aires.

- 1977, Edificio Argentina Televisora Color, Buenos Aires
- 1978, Estadio Malvinas Argentinas, Mendoza, Argentina
- 1983, Torre Prourban, Buenos Aires, Argentina.
- 1994, Lehman College Physical Education Facility, Bronx, Nueva York.
- 1996, Foro Internacional de Tokio, Japón.
- 1997, Bronx Housing Court, Bronx, Nueva York.
- 1998, Estadio Universidad Princeton, Princeton, Nueva Jersey.
- 2000, Universidad Columbia, Lamont Doherty Earth Observatory, Palisades, Nueva York
- 2001, Kimmel Center for the Performing Arts, Filadelfia, Pensilvania.
- 2002, Van Andel Institute, Grand Rapids, Míchigan.
- 2002, Universidad Brown, Watson Institute for International Studies, Providence, Rhode Island
- 2003, Universidad Estatal de Pensilvania, Information Sciences and Technology Building, State College, Pensilvania
- 2003, David L. Lawrence Convention Center, Pittsburgh, Pensilvania
- 2004, Universidad Princeton, Carl Icahn Laboratory, Lewis Sigler Institute for Integrative Genomics, Princeton, New Jersey
- 2004, Escuela de Negocios Booth, Chicago, Estados Unidos
- 2004, Boston Convention and Exhibition Center, Boston, Massachusetts
- 2004, Institutos Nacionales de Salud, John Edward Porter Neurosciences Research Center, Bethesda, Maryland
- 2004, Jazz at Lincoln Center, Nueva York.
- 2005, Universidad Duke, Nasher Museum of Art, Durham, North Carolina.
- 2005, Mahler 4 Office Tower, Ámsterdam, Países Bajos
- 2006, Instituto Médico Howard Hughes, Janelia Farm Research Campus, Ashburn, Virginia, EE. UU..
- 2006, Wageningen University and Research Centre, Atlas Building, Wageningen, Países Bajos.
- 2007, Bard College, The Gabrielle H. Reem and Herbert J. Kayden Center for Science and Computation, Annandale-on-Hudson, Nueva York, EE. UU.
- 2007, Bronx County Hall of Justice, Bronx, Nueva York, EE. UU. 2007
- 2007, Universidad de California en Los Ángeles, California NanoSystems Institute, Los Ángeles, California, EE. UU..
- 2008, Curve (theatre), Leicester, Reino Unido.
- 2009, Nueva terminal del Aeropuerto Internacional de Carrasco, Montevideo, Uruguay.
- 2015, 432 Park Avenue, Nueva York, EE. UU.
- 2015, Puente sobre Laguna Garzón, Rocha, Uruguay.[11]
- 2019, Edificio Plaza Alemania, de oficinas corporativas en Montevideo, Uruguay.[12][13][14]
- 2021, Edificio Cero + Infinito, pabellón de la Facultad de Ciencias Exactas y Naturales, Buenos Aires.

### En ejecución

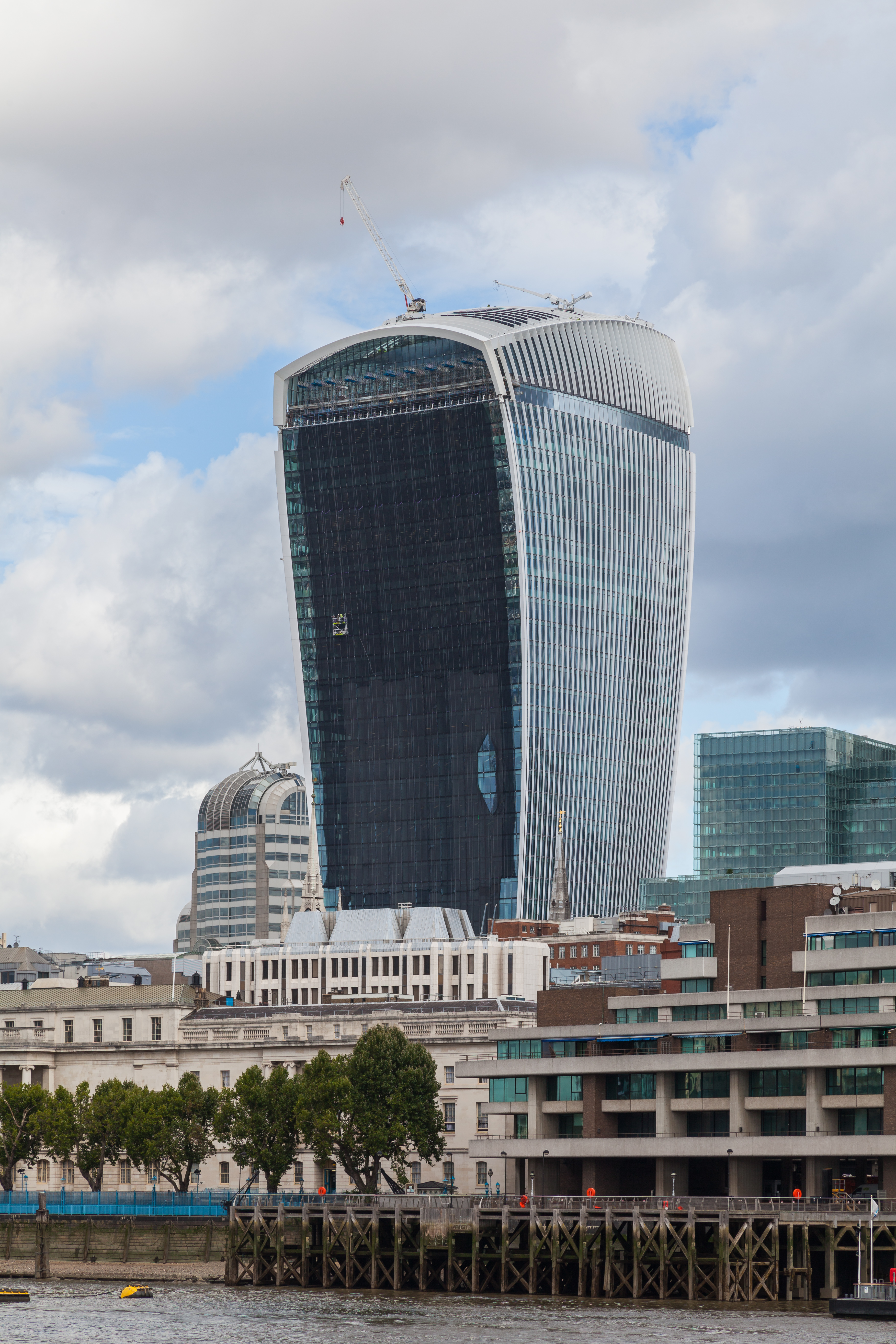
Torre Fenchurch 20 en Londres.

- 2008, Edificio Acqua, Punta del Este, Uruguay.
- 2008, Helen Diller Family Cancer Research Building, Universidad de California en San Francisco, San Francisco, Estados Unidos.
- 2008, University of Pennsylvania Health System, Perelman Center for Advanced Medicine Philadelphia, Filadelfia, Pensilvania.
- 2008, Museo de los Niños de Brooklyn, Brooklyn, Nueva York, EE. UU. (expansión)
- 2009, Instalación de Artes Visuales de Colchester, Colchester, Reino Unido.
- 2009, Universidad de la Ciudad de Nueva York Escuela de Arquitectura, Diseño Urbano y Arquitectura del Paisaje, Nueva York, EE. UU.
- 2010, Universidad de California en San Francisco Edificio del Instituto de Medicina Regenerativa, San Francisco, Estados Unidos.
- 2010, Universidad de Oxford Mater Plan and Mathematics Institute, Oxford, Reino Unido.
- 2011, The Gateway, Al Raha Beach Development, Abu Dhabi, Emiratos Árabes Unidos.
- Torre Fenchurch 20, Londres, Reino Unido.
- 2011, University of Chicago Medical Center New Hospital Pavilion, Chicago, Estados Unidos.
- 2011, Universidad de Arizona Centro de cCencia, Tucson, Estados Unidos
- 121st Police Precinct Stationhouse, Staten Island, Nueva York
- 2012, Museo de Arte de Cleveland, Cleveland, Ohio (expansión).
- 2012, Mina Zayed Waterfront Development, Abu Dhabi, Emiratos Árabes Unidos.
- Claremont McKenna College, Kravis Center, Claremont, California
- 2015,  The New Stanford Hospital, Stanford, California
- One River Point Miami, Florida
- 2020, Battersea Power Station, Londres, Reino Unido